# Izsák (keresztnév)
Az Izsák férfinév a héber Jichák (héberül: יִצְחָק / יצחק) névből ered, amelynek jelentése: nevetés, pontosabban ’nevetni fog’ (ige, nem főnév).

Magyarázat: Amikor az angyal megjósolta Sárának, hogy kilenc hónap múlva gyermeke lesz, ő nem válaszolt, csak nevetett, mivel már közel volt a kilencvenhez, és Ábrahám is elmúlt százéves. Az angyal így válaszolt: „A fiad fog nevetni kilenc hónap múlva.”[forrás?]

## Gyakorisága
Az 1990-es években szórványos név, a 2000-es években nem szerepel a 100 leggyakoribb férfinév között.

## Névnapok
- május 15.[2]
- október 19.[2]

## Idegen nyelvi változatai
- Isaac (angol)
- Isaas (portugál)
- Isak (svéd)

## Híres Izsákok, Iszaakok, Isaacek, Jichákok, Ichákok
- Izsák bibliai alak
- Abrahamides Izsák egyházi író
- Babócsay Izsák jegyző
- Basire Izsák hittudós, főesperes
- Binnenfeld Izsák orvos
- Zabanius Izsák lelkész, tanár
- Isaac Abrabanel zsidó filozófus és teológus
- Isaac Albéniz zeneszerző
- Isaac Asimov író
- Iszaak Babel orosz író
- Isaac Barrow angol matematikus
- Isaac Bashevis Singer író
- Isaach De Bankolé színész
- Isaac Berger súlyemelő
- Isaac Delgado zenész
- Iszaak Dunajevszkij orosz zeneszerző
- Jerome Isaac Friedman fizikus
- Isaac Hayes basszista
- Isaac Newton fizikus
- Isidor Isaac Rabi fizikus
- Isaac Bashevis Singer amerikai író
- Isaac Singer feltaláló
- Isaac Stern amerikai hegedűművész
- Ichák Perlman izraeli hegedűművész
- Jichák Rabin izraeli politikus
- Jichák Sámír izraeli politikus
- Jichák Hercog izraeli politikus
- Jichák Visszoker izraeli labdarúgókapus

## Uralkodók
- I. Izsák bizánci császár
- II. Izsák bizánci császár